# 順義オリンピック水上公園

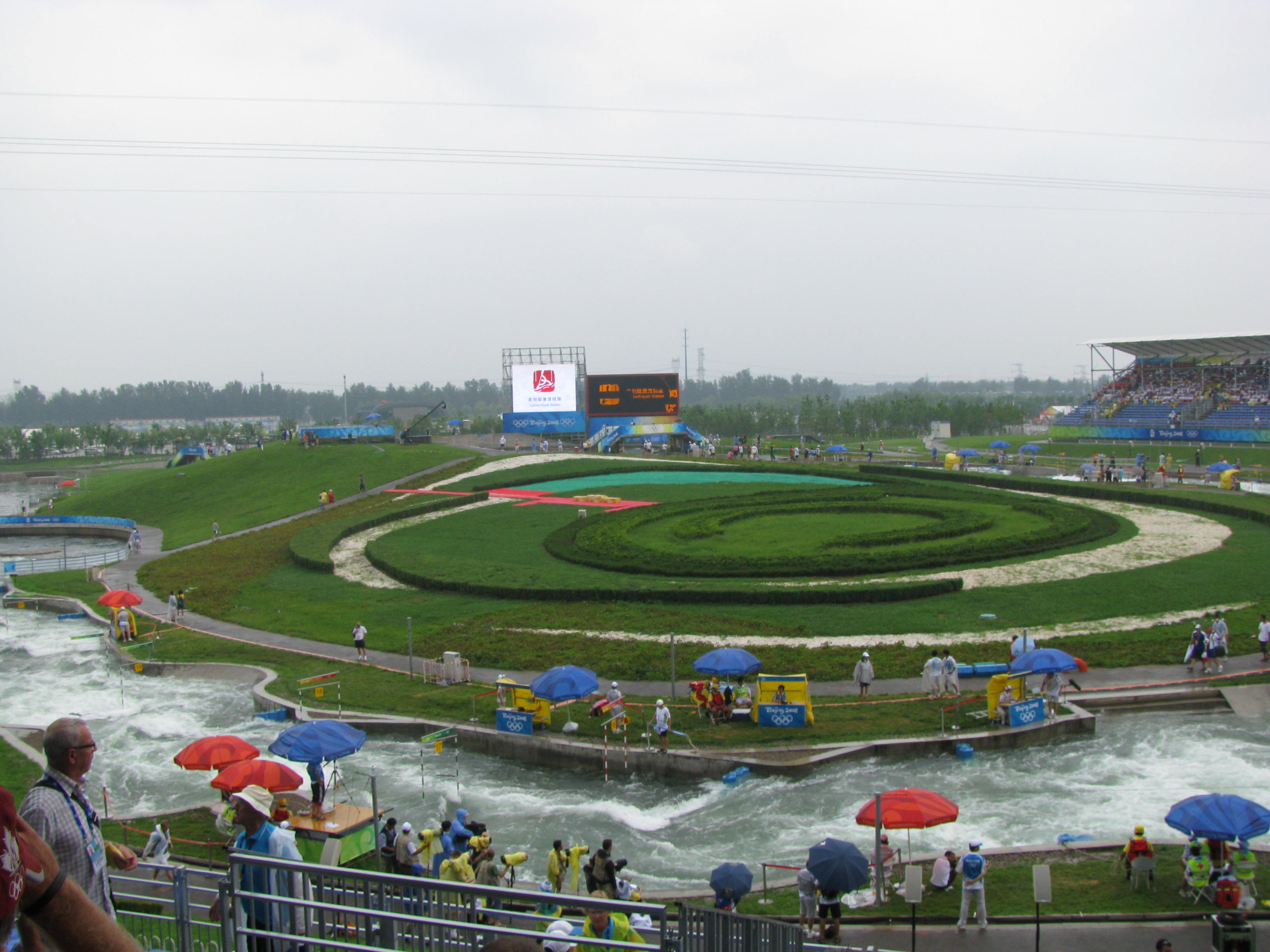
順義オリンピック水上公園

順義オリンピック水上公園 (簡体字: 顺义奥林匹克水上公园, 繁体字: 順義奧林匹克水上公園, 拼音: Shùnyì Àolínpǐkè Shuǐshàng Gōngyuán シュンイー アオリンピーコー シュイシャン コンユアン) は、北京オリンピックのボート競技、カヌー競技、10km遠泳を開催するために造られた水上公園である。北京市順義区小営鎮に位置する。
最初の競技は、北京オリンピックの1年前である、2007年8月に実施された。この月に、スポーツイベント「グッドラック北京」シリーズの一部として、世界ジュニアボート選手権、中国オープンカヌー/カヤック・スラローム、中国カヌー/カヤック・フラットウォーター・オープンが全て開催された。オリンピック二級種目である、10㎞遠泳は、2008年6月に行われた。

## 画像

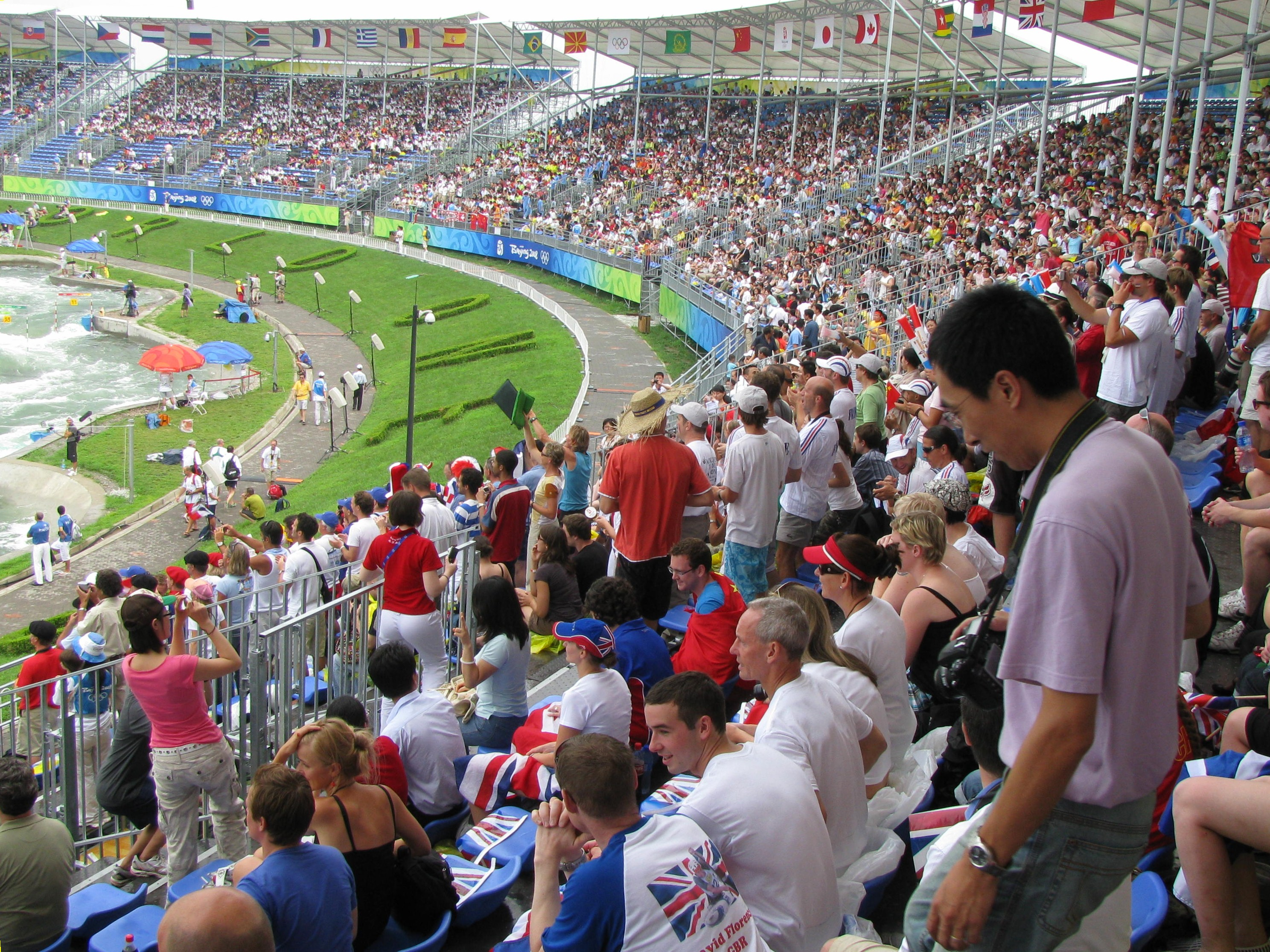
スタンドの眺め
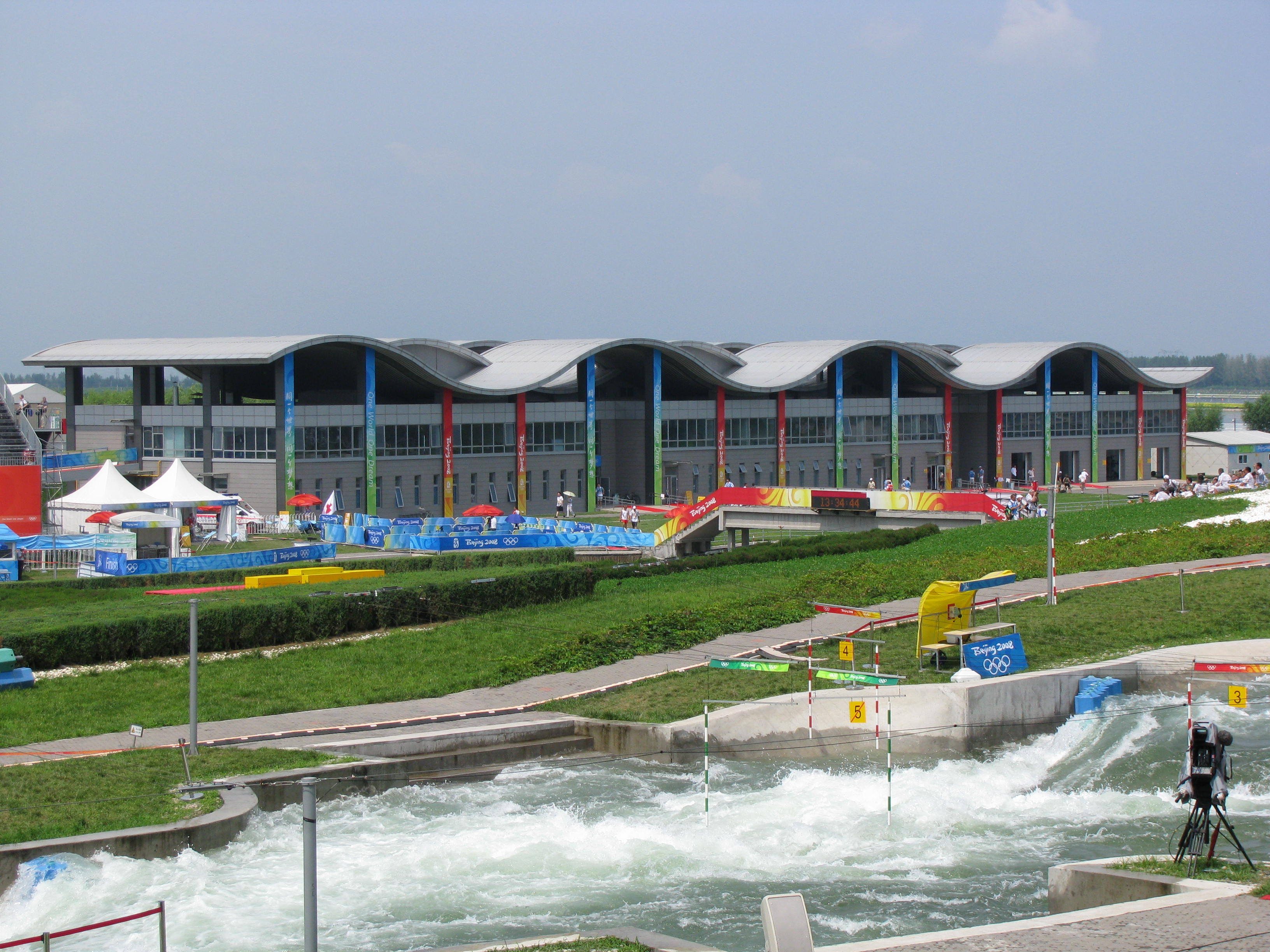
ゲート #3 - #5
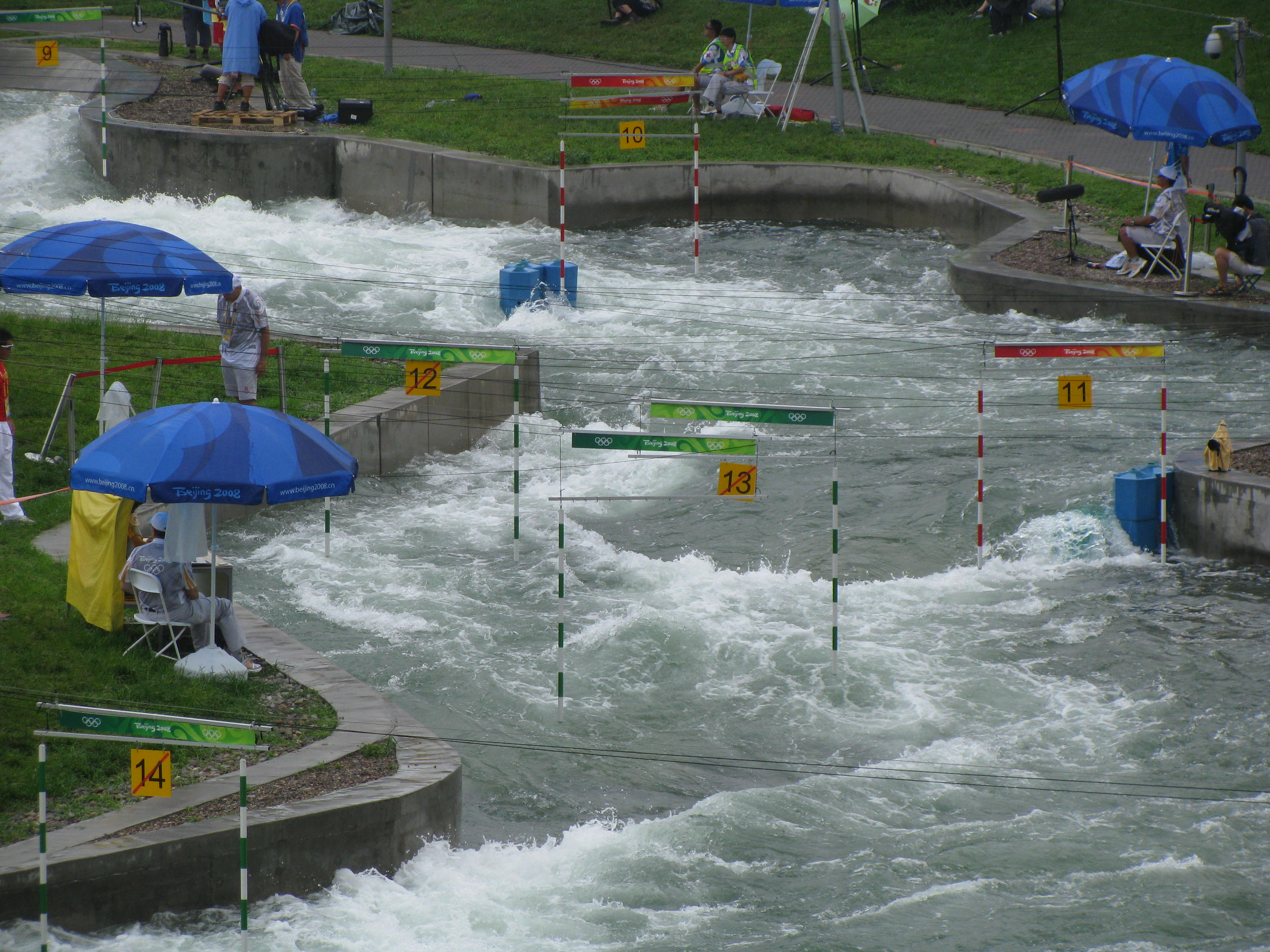
ゲート #9 - #14
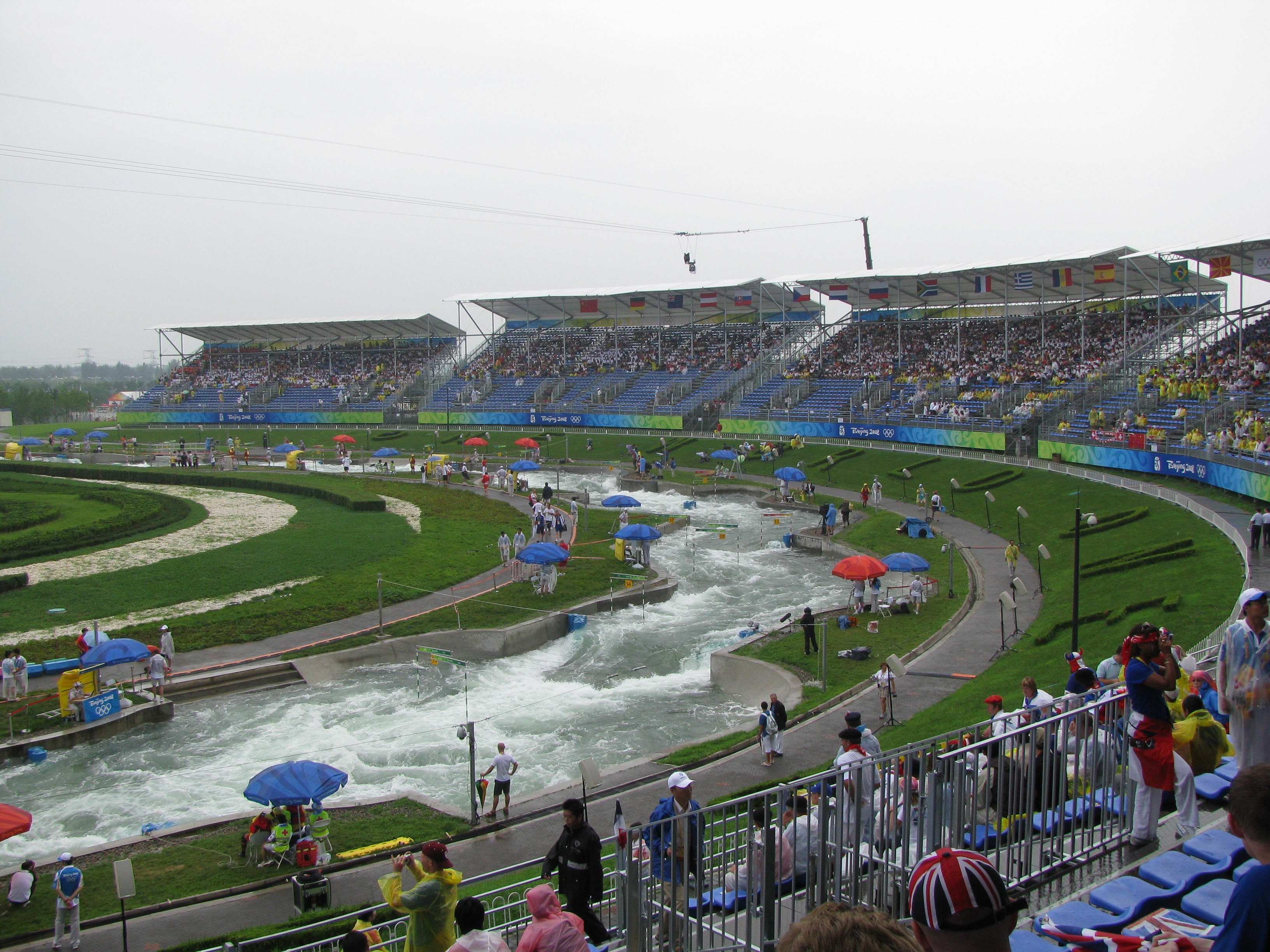
ゲート #15「スティア・フライ」
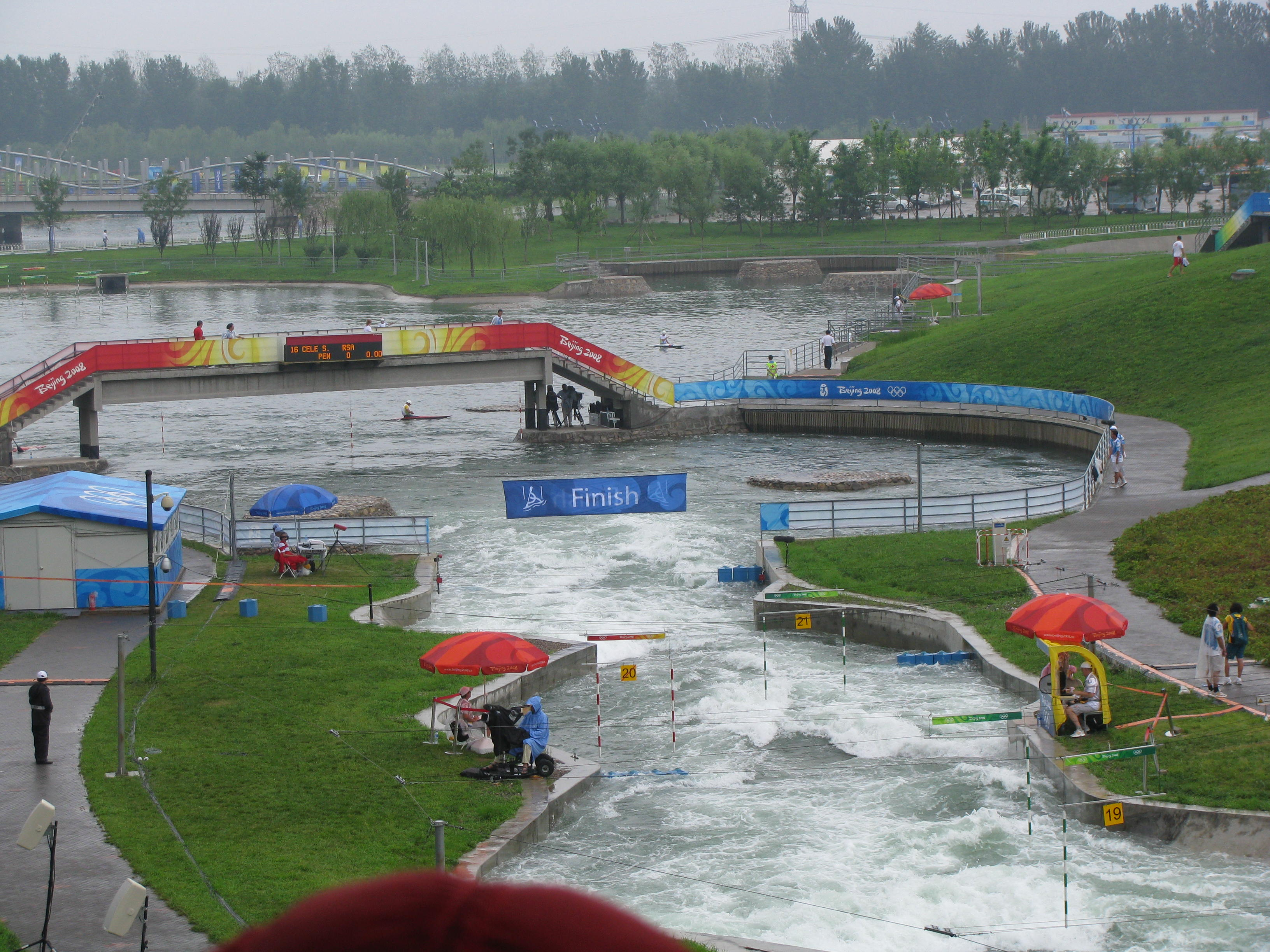
ゲート #19 - #21
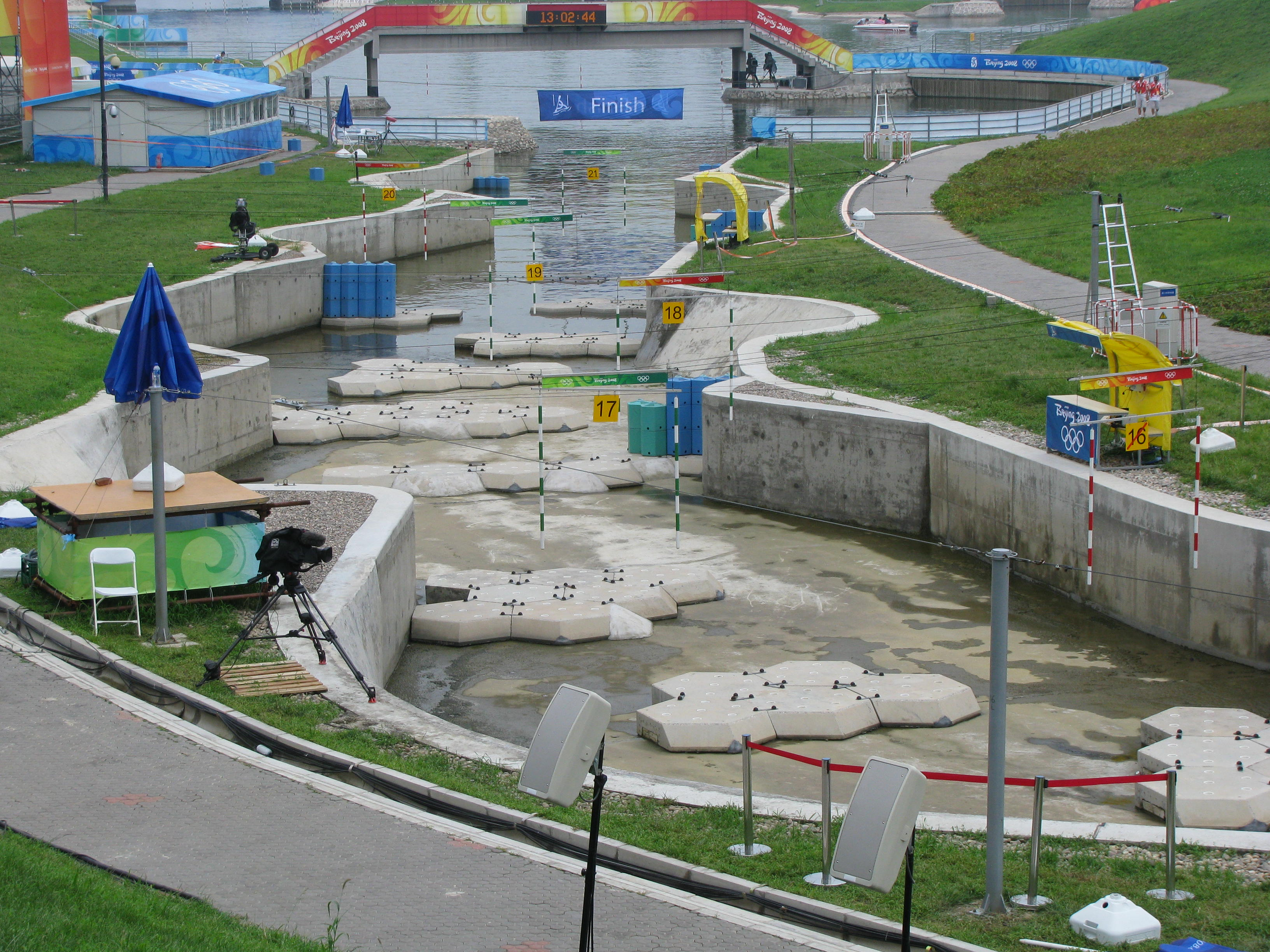
ゲート #16 - #21、ドライ

## 諸元
- 完成: 2007年7月28日
- 着工: 2005年前半
- 面積: 31万8500 平方キロメートル
- 固定観客席: 1200席
- 仮設観客席: 2万5800席 (立見席1,0000[疑問点 – ノート]席含む)